# 比格內爾 (內布拉斯加州)
比格內爾（英語：Bignell）是位於美國內布拉斯加州林肯縣的非建制地區。

## 歷史
比格內爾的郵局於1908年設立，其後於1933年停運。

## 地理
比格內爾所處的海拔為高於海平面837米（即2746英呎），而該地所採用的時區為UTC-6，即北美中部时区（CST）。同時該地設有夏令時間，為UTC-6調快一小時，即UTC-5（CDT）。